# سؤال مفتوح الطرف
السُّؤال المفتوح الطَّرَف (بالإنجليزية: Open-ended question)‏ هو سؤال لا يمكن الإجابة عليه ب «نعم» أو «لا»، أو بإجابة ثابتة، وهو عكس السؤال المغلق. يتم صياغة الأسئلة المفتوحة كبيان يتطلب الرد. يمكن مقارنة الاستجابة بالمعلومات المعروفة بالفعل لدى السائل.
أمثلة على الأسئلة المفتوحة:
- أخبرني عن علاقتك مع مشرفك.
- كيف ترى مستقبلك؟
- أخبرني عن الأطفال في هذه الصورة.
- ما هو الغرض من الحكومة؟
- لماذا اخترت هذه الإجابة؟

## الأسئلة المفتوحة في التعليم
الحكمة المسلمة في التعليم هي أن الأسئلة المفتوحة هي من الأسئلة «الجيدة». يدعى الطلاب لإعطاء ردود أطول لإظهار فهمهم. تُفضل على الأسئلة المغلقة (أي الأسئلة التي تتطلب إجابة بنعم / لا) لأنها أفضل للمناقشات أو الاستفسارات، في حين أن الأسئلة المغلقة مفيدة فقط لاختبار المعرفة.
يجادل بيتر ورلي بأن هذا افتراض خاطئ. يعتمد هذا على حجج ورلي المركزية بأن هناك نوعين مختلفين من الأسئلة المفتوحة والمغلقة: النحوية القواعدية والمفهومية النظرية. وهو يجادل بأن الممارسين التربويين يجب أن يستهدفوا أسئلة «مغلقة من الناحية النحوية ولكن مفتوحة من الناحية النظرية». على سبيل المثال، في اللغة المعيارية، «هل من الصواب أن تكذب أبدًا؟» يُعتبر سؤالًا مغلقًا: إنه يستجاب بنعم / لا. بشكل كبير، ومع ذلك، فهي من الناحية النظرية مفتوحة. يمكن لأي إجابة أولية من نوع «نعم / لا» أن تفتح من قبل السائل (مثلاً «لماذا تعتقد ذلك؟»، «هل يمكن أن تكون هناك حالة ليس فيها هذا هو الحال؟»)، مع الاستفاضة والتوضيح.
يجادل ورلي بأن هذا الأسلوب المغلق من الناحية النحوية والمفتوح بمعرفة الاستجواب «يمنح [المعلمين] أفضل ما في العالمَين: تركيز وخصوصية السؤال المغلق (هذا، على كل حال، لماذا يستخدمهم المعلمون) والشخصية الجذابة والمفصلة للسؤال المفتوح». الأسئلة المغلقة تتطلب ببساطة «فتح» إستراتيجيات لضمان أن الأسئلة المفتوحة من الناحية النظرية يمكن أن تحقق إمكاناتها التعليمية.
يعد ورلي التمييز الهيكلي والدلالي بين الأسئلة المفتوحة والمغلقة جزءًا لا يتجزأ من اختراعه التربوي «عقلية الأسئلة المفتوحة» وبالإصل الإنجليزي "Open Questioning Mindset" أو OQM. يشير OQM إلى تطور، في المعلمين، لموقف منفتح نحو عملية التعلم والاستجواب في قلب تلك العملية. إنها مجموعة من الأفكار التي تنطبق على جميع المواد الدراسية وجميع البيئات التربوية. يستمع المعلمون الذين يطورون عقلية طرح الأسئلة المفتوحة علانية إلى المحتوى المعرفي لمساهمات الطلاب ويبحثون عن طرق لاستخدام ما يتم توفيره لفرص التعلم، سواء كانت صحيحة أم خاطئة أو مناسبة أو غير ذات صلة على ما يبدو. يشجع OQM أسلوبًا تعليميًا يقدر الاستفسار الحقيقي في الفصل الدراسي. إنه يوفر للمعلمين الأدوات اللازمة لتجاوز ما يسميه ورلي «تخمين ما يدور في رأسي» والذي يعتمد على أسئلة مغلقة ومغلقة.